# Predátor 2
Predátor 2 je akční film s prvky sci-fi, který roku 1990 režíroval Stephen Hopkins a ve kterém hráli např. Danny Glover, Gary Busey nebo Bill Paxton. Jde o nepřímé pokračování filmu Predátor s Arnoldem Schwarzeneggerem z roku 1987, ve kterém se opět vyskytuje mimozemský tvor zvaný Predátor.
Film se dočkal smíšených kritik, ale to nikterak neovlivnilo skutečnost, že se zapsal do legendy predátora, přinesl detailnější náhled do technologie a chování této mimozemské rasy. Nově vyobrazené zbraně a vlastnosti se ujaly pro počítačové hry, knihy, komiksy, ale hlavně pro následující filmy Vetřelec vs. Predátor a Vetřelci vs. Predátor 2.
Právě tento celovečerní snímek dal vzniknout spojení Vetřelce a Predátora jednou scénou, kde je mezi trofejemi predátorů k vidění i lebka Vetřelce.

## Obsazení
| Danny Glover          | Seržant Mike Harrigan - snažící se vypátrat sérii záhadných vražd      |
| Gary Busey            | zvláštní agent Peter Keyes - Vedoucí týmu pro odchycení predátora      |
| Maria Conchita Alonso | Detektiv Leona Cantrell - člen Harriganova týmu                        |
| Ruben Blades          | Detektiv Danny Archuleta - člen Harriganova týmu                       |
| Bill Paxton           | Detektiv Jerry Lambert - nováček v týmu seržanta Harrigana             |
| Corey Rand            | Ramon Vega - vůdce kolumbijské mafie                                   |
| Calvin Lockhart       | Král Willie - vůdce jamajské mafie                                     |
| Morton Downey jr.     | Tony Pope - dotěrný televizní reportér                                 |
| Elpidia Carrillo      | Anna - přeživší z prvního dílu, je vidět na kazetě, kterou pustí Keyes |
| Kevin Peter Hall      | Predátor                                                               |

## Příběh
Píše se rok 1997. Los Angeles je zmítáno válkou drogových kartelů. Je parné léto a policie LA je mezi jamajskou a kolumbijskou mafií jako mezi mlýnskými kameny. Seržant Mike Harrigan je typ policisty, který nečeká na příkazy a jedná dle svého uvážení. Díky tomu se často dostává do konfliktu s nadřízeným.
Když policie jednou odhalí dodávku heroinu kolumbijské mafie strhne se krvavá přestřelka. Harrigan odmítne čekat na jednotku rychlého nasazení, a vyráží do budovy, kde se opevnili Kolumbijci. V ten samý okamžik se však stane něco zvláštního a než policie stačí dorazit, několik členů kartelu je zabito během několika chvil. Poslední přeživší je Harriganem zastižen na střeše ze které záhy padá při spatření "přízraku".
Seržantův tým se setkává s jednou zvláštní vraždou za druhou a i když mrtví jsou zpravidla členové jednoho či druhého gangu, není zřejmé, kdo dokáže tak rychle a brutálně zabíjet. Aby toho nebylo málo, do případu se vkládá tým agentů, které vede zvláštní agent Peter Keyes, kterému se má Harrigan zodpovídat a hlásit postup.
Vraždy se množí, objevují se těla stažená z kůže, zavěšená za nohy. Když umírají i členové týmu, Harrigan začne tento "lov" brát osobně. Predátorovi je na stopě a zjistí, že se schovává na jatkách. Zde jej překvapí opět agenti. Keyes mu vysvětlí, že nejde o pozemského tvora a že vnímá infračervené záření. Následně se Keyes vydává se svým týmem na jatka s cílem ulovit predátora a získat jeho technologie. Plán selže a predátor po vyvraždění týmu zvláštních agentů utíká zraněn před Harriganem.
Harrigan dostihne predátora až v jeho kosmické lodi, kde jej zabije jeho vlastním diskem. Náhle se objevují další predátoři. Harrigan se smiřuje, že tuhle bitvu asi nevyhraje, ale predátoři mu dají starodávnou pušku s vyrytým letopočtem 1715 jako trofej úspěšného lovu. Následně loď startuje a Harrigan na poslední chvíli utíká z kosmické lodi.

## Zajímavosti
- Původním adeptem na hlavní roli byl Patrick Swayze, ale kvůli zranění při natáčení filmu Hrozba smrti se nemohl zúčastnit[2]
- Bill Paxton se tímto filmem stal jediným hercem, který byl ve filmech zabit Terminátorem, Vetřelcem i Predátorem[2]
- Scenáristé zamýšleli si nechat otevřená vrátka pro další díl scénou, kdy Harrigan získá zbraň z roku 1715, avšak doposud se tohoto nevyužilo[2]